# تپه منیرآباد
تپه منیر آباد مربوط به سده‌های میانی دوران‌های تاریخی پس از اسلام - دوران‌های تاریخی پس از اسلام است و در شهرستان ازنا، بخش مرکزی، دهستان سیلاخور شرقی، ۱ کیلومتری شمال غربی روستای پازردآلو واقع شده و این اثر در تاریخ ۲۸ اسفند ۱۳۸۵ با شمارهٔ ثبت ۱۸۲۸۸ به‌عنوان یکی از آثار ملی ایران به ثبت رسیده است.